# Oscar Maeda
Oscar Maeda, destacado deportista guatemalteco de la especialidad de remo quien es uno de los máximos medallistas de Oro, en Juegos Centroamericanos y del Caribe de Guatemala con (5 medallas de Oro),  
Medallas obtenidas por Oscar Maeda
5 oros en Juegos Centroamericanos y del Caribe 
4 Platas en Juegos Centroamericanos y del Caribe
1 Medalla de bronce en Juegos Panamericanos, Santo Domingo 2003
4 Medallas de Oro, en Juegos Centroamericanos, Guatemala 2001
Además posee la mejor participación de Guatemala a nivel mundial, obteniendo el octavo puesto, en el mundial de Eton, Inglaterra, en el año 2006

## Trayectoria
La trayectoria deportiva de Oscar Maeda se identifica por su participación en los siguientes eventos nacionales e internacionales:
Juegos Centroamericanos, Guatemala 2001, 4 Medallas de Oro,
Juegos Centroamericanos y del Caribe, San Salvador 2002, 4 Medallas de Oro y 2 de plata,
Juegos Panamericanos, Santo Domingo 2003, Medalla de Bronce,
Juegos Centroamericanos y del Caribe, Cartagena 2006, Medalla de Oro,
Mundial de Remo, Eton, Inglaterra 2006, octavo lugar,
Juegos Panamericanos, Rio 2007, 5 lugar,
Juegos Centroamericanos y del Caribe, Mayagüez 2010, 2 Medallas de plata,
Juegos Panamericanos, Guadalajara 2011, octavo lugar,

### Juegos Centroamericanos y del Caribe
Fue reconocido su triunfo de ser el séptimo deportista con el mayor número de medallas de la selección de  Guatemala 
en los juegos de Mayagüez 2010.

#### Juegos Centroamericanos y del Caribe de Mayagüez 2010
Su desempeño en la vigésima primera edición de los juegos, se identificó por ser el ducentésimo nonagésimo octavo deportista con el mayor número de medallas entre todos los participantes del evento, con un total de 2 medallas:

- , Medalla de plata: LM2
- , Medalla de plata: LM4